# غاري بيتش
غاري بيتش (بالإنجليزية: Gary Beach)‏ هو مغني وممثل أمريكي، ولد في 10 أكتوبر 1947 بالإسكندرية في الولايات المتحدة، وتوفي في 17 يوليو 2018 في الولايات المتحدة.

## أعمال

### أفلام
- (2005) المنتجان

## ترشيحات
- جائزة توني عن فئة أفضل ممثل في مسرحية موسيقية [الإنجليزية]‏ (2005)

## وصلات خارجية
- غاري بيتش على موقع IMDb (الإنجليزية)
- غاري بيتش على موقع روتن توميتوز (الإنجليزية)
- غاري بيتش على موقع ألو سيني (الفرنسية)
- غاري بيتش على موقع ميوزك برينز (الإنجليزية)
- غاري بيتش على موقع أول موفي (الإنجليزية)
- غاري بيتش على موقع قاعدة بيانات برودواي على الإنترنت (الإنجليزية)
- غاري بيتش على موقع قاعدة بيانات الأفلام السويدية (السويدية)
- غاري بيتش على موقع إن إن دي بي (الإنجليزية)
- غاري بيتش على موقع قاعدة بيانات الفيلم (الإنجليزية)